# Фонтевиво
Фонтевиво (итал. Fontevivo) је насеље у Италији у округу Парма, региону Емилија-Ромања. 
Према процени из 2011. у насељу је живело 1254 становника. Насеље се налази на надморској висини од 53 м.

## Становништво
Према резултатима пописа становништва 2011. у општини је живело 5.428 становника.
| 1951. | 1961. | 1971. | 1981. | 1991. | 2001. | 2011. |
| ----- | ----- | ----- | ----- | ----- | ----- | ----- |
| 4.650 | 4.246 | 4.178 | 4.244 | 4.542 | 4.874 | 5.428 |